# Николаевка (Казанковский район)
Николаевка (укр. Миколаївка) — село в Казанковском районе Николаевской области Украины.
Основано в 1840 году. Население по переписи 2001 года составляло 1264 человека. Почтовый индекс — 56009. Телефонный код — 5164. Занимает площадь 4,793 км².

## История
Около села обнаружены остатки поселения конца II тысячелетия до н. э. (поздний бронзовый век).
Село Николаевка было основано переселенцами из Летичевского уезда Подольской губернии.
В январе 1918 года в селе была установлена Советская власть.
В годы Великой Отечественной войны на фронте сражались 375 жителей села, из них 256 погибли, а 270 были награждены орденами и медалями.
В селе находилась центральная усадьба совхоза «Украина» мясо-молочного и зернового направлений. Площадь сельскохозяйственных угодий совхоза составляла 8847 га.
Издавалась многотиражная газета «Зоря» (с 1962 года).
В 1970 году сооружен памятник воинам-освободителям и односельчанам, погибшим в Великой Отечественной войне.

## Известные жители
- Дарья Ивановна Демчишина — комбайнер, Герой Социалистического Труда, кавалер двух орденов Ленина.

## Местный совет
56009, Николаевская область, Казанковский район, село Николаевка, улица Ленинский путь, дом 37